# Mercedes-Benz W111

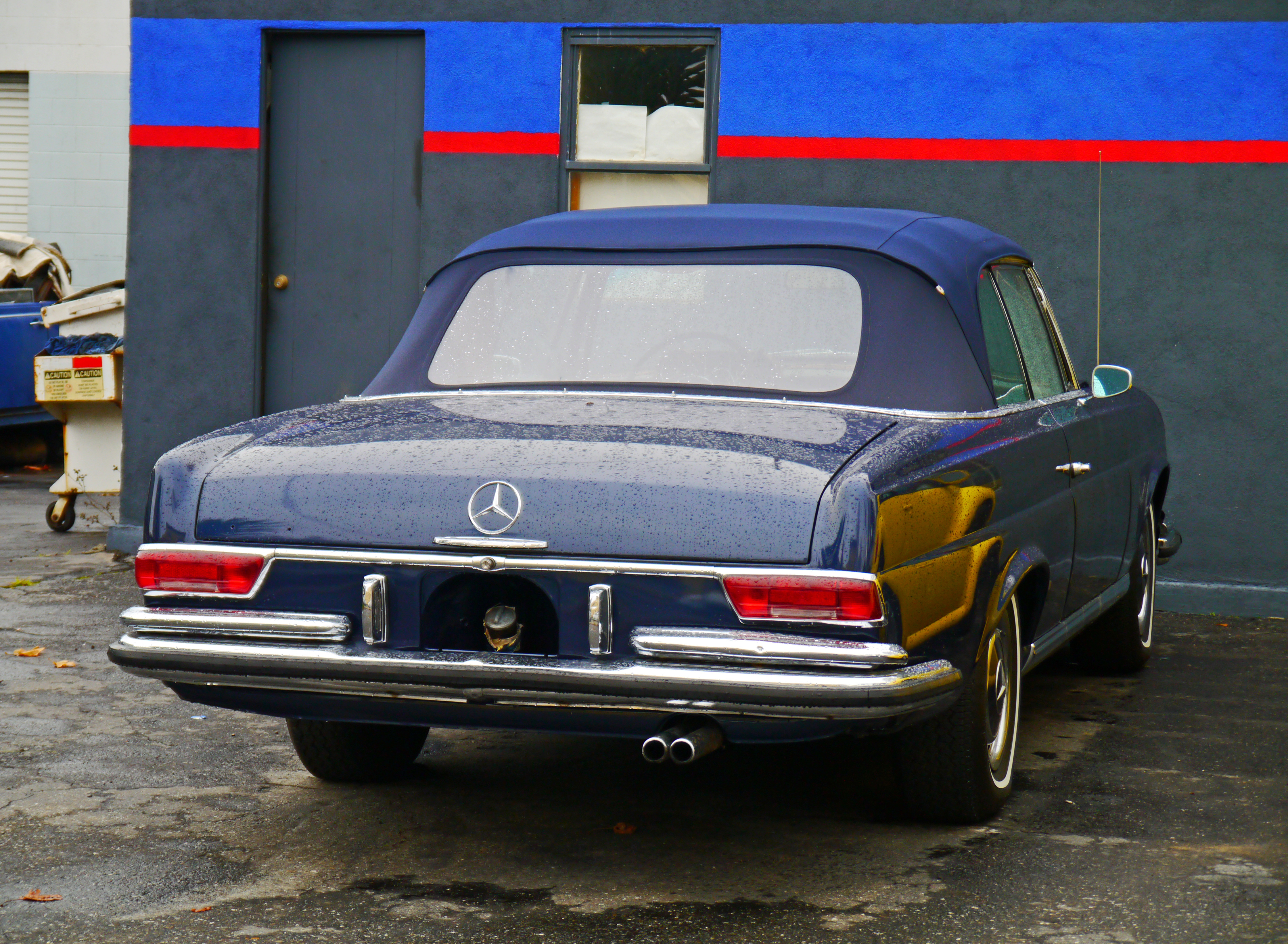
Mercedes-Benz W111 (вид сзади)

Mercedes-Benz W111 — полноразмерный представительский автомобиль в кузовах седан и купе марки Mercedes-Benz. Производился с 1959 по 1971 год.

## История
Седан
Mercedes-Benz W111 был представлен в кузове седан (1959—1968). Было представлено три модели: 220b, 220Sb и 220SEb. Все они оснащались рядными 2 . 2-литровыми двигателями. Все автомобили оснащались исключительно механической трансмиссией.10 сентября 1959 года немцы провели первый в истории Mercedes-Benz краш-тест. Хотя у немецких инженеров не было современных манекенов и датчиков, удар W111 со 100 % перекрытием показал, что концепция кузова с «капсулой» для водителя работает и кузов стал безопаснее. Mercedes-Benz W111 оснащался травмобезопасной рулевой колонкой, мягкой передней панелью и ремнями безопасности.Колёсные колпаки различного дизайна всегда окрашивались в цвет кузов. Базовая модель имела одну хромированную «полоску» между фарами и решёткой, а более дорогие модели — две. Верхние кромки «килей» базовых моделей не имели хромированной накладки. Седан производился с 1959 года по 1968 год.
Купе и кабриолет
25 февраля 1961 года во время церемонии повторного открытия музея Daimler-Benz состоялся первый показ двухдверной версии купе линейки W111 (1961—1971). Но официальная премьера данной модели состоялась месяцем позже на Женевском автосалоне. Серийные купе были доступны только в одной версии — 220SEb Coupe. Сборка этих автомобилей нуждалась в большем количестве затраченных часов работы, что естественно сказалось на цене. За доплату можно было заказать раздельные задние сидения взамен дивана. 220SEb Coupe из-за высокой цены производился лишь с 1961 по 1965 год. Всего было произведено 14.173 единиц.
Однако, в 1965 году в продаже снова появился седан серии W111 — модель Mercedes-Benz 230S. Автомобиль получил 2.3-литровый силовой агрегат серии М180.967 в кузове W180. Комплектацию автомобиля слегка урезали по сравнению с Mercedes-Benz 220Sb W111 для уменьшения вероятности появления внутренней конкуренции между седанами W111. В октябре 1965 года началось производство новой модели Mercedes-Benz 250SE Coupe/Cabriolet, которая получила новейший инжекторный 2,5-литровый 6-цилиндровый двигатель серии М129.980 от новой модели 250SE W108. Внешне двухдверные 250SE отличались от старых 220SE только диаметром и стилем колёсных дисков. Модель 220SE Coupe/Cabriolet была снята с производства в том же году.
В 1967 году были сняты с производства Mercedes-Benz 250SE Coupe/Cabriolet W111 и 300SE Coupe/Cabriolet W112. Вместо них на конвейер поставили одну модель — 280SE Coupe/Cabriolet W111.В 1971 году производство Mercedes-Benz W111 завершилось. Всего произвели 307 807 единиц.